# Misión jesuítica de San Francisco Javier
La Misión jesuítica de los San Francisco Javier fue una de las misiones que la Compañía de Jesús estableció en la provincia jesuítica del Paraguay durante la colonización española de América.
Está ubicada en la ciudad de San javier, 27°52′26.296″S 55°8′7.47″O / -27.87397111, -55.1354083, Provincia de Misiones, República Argentina.
Fue fundada por el Padre José Ordóñez el 3 de diciembre de 1629, refundada en 1633 y destruida en el año 1817. Fue abandonada cuando los jesuitas fueron expulsados de todos los dominios de la corona de España, incluyendo los de Ultramar, en el año 1767. 
Fue declarada Monumento Histórico Provincial por la Ley Nº 510 de 1969 y Lugar Histórico Nacional por Decreto Nº 16.482 de 1943.